# Aktivator faktora V zmijskog venuma
Aktivator faktora V zmijskog venuma (EC 3.4.21.95, Snake venom factor V activator) je enzim. Ovaj enzim katalizuje sledeću hemijsku reakciju
Potpuna aktivacija ljudskog faktora zgrušavanja V jednim presecanjem Trp-Tyr-Leu-Arg1545-Ser-Asn-Asn--Gly veze. Goveđi, ali ne i zečji, faktor V se preseca, i ne dolazi do reakcije na drugim proteinima sistema zgrušavanja. Esterazna aktivnost je primećena na Bz-Arg-OEt i Tos-Arg-OMe, i amidazna na Phe-pipekolil-Arg-NHPhNO2
Ovaj enzim je izolovan iz venuma Vipera russelli.

## Literatura
- Nicholas C. Price; Lewis Stevens (1999). Fundamentals of Enzymology: The Cell and Molecular Biology of Catalytic Proteins (Third изд.). USA: Oxford University Press. ISBN 019850229X.
- Eric J. Toone (2006). Advances in Enzymology and Related Areas of Molecular Biology, Protein Evolution (Volume 75 изд.). Wiley-Interscience. ISBN 0471205036.
- Branden C; Tooze J. Introduction to Protein Structure. New York, NY: Garland Publishing. ISBN 0-8153-2305-0.
- Irwin H. Segel. Enzyme Kinetics: Behavior and Analysis of Rapid Equilibrium and Steady-State Enzyme Systems (Book 44 изд.). Wiley Classics Library. ISBN 0471303097.
- William P. Jencks (1987). Catalysis in Chemistry and Enzymology. Dover Publications. ISBN 0486654605.

## Spoljašnje veze
- Snake+venom+factor+V+activator на 